# Nacna smaragdina
Nacna smaragdina är en fjärilsart som beskrevs av Max Wilhelm Karl Draudt 1937. Nacna smaragdina ingår i släktet Nacna och familjen nattflyn. Inga underarter finns listade i Catalogue of Life.